# Kilo
Ne doit pas être confondu avec kilogramme.
Pour un article plus général, voir Préfixes du Système international d'unités.

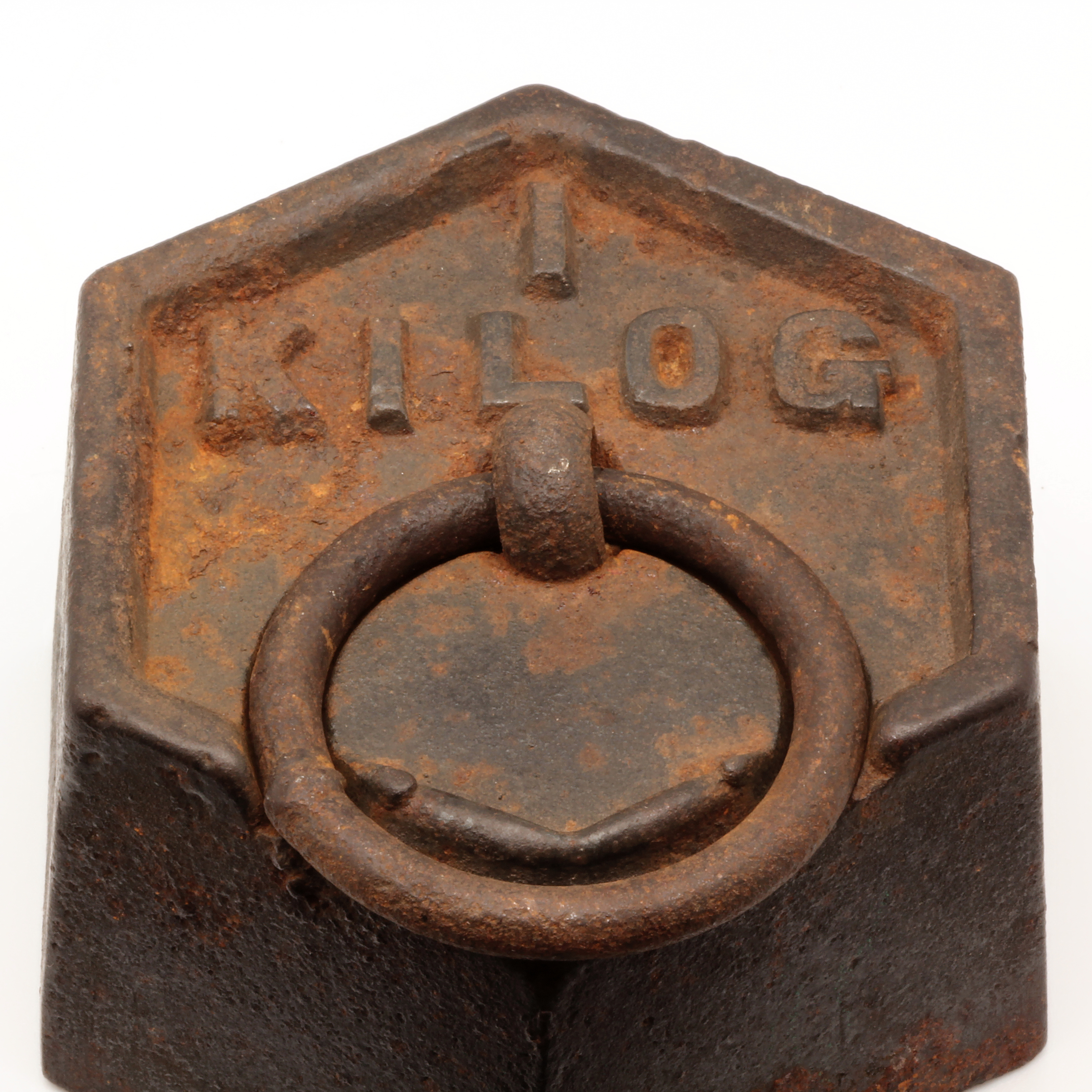
Poids de 1 kilogramme.

Le morphème kilo, de symbole k, est le préfixe du Système international d'unités (SI) qui représente 103 (mille).

## Étymologie
Proposé par l'Académie des sciences, le préfixe kilo a été officialisé en France par la loi du 7 avril 1795. Il provient du grec χίλιοι, mille.

## Applications
Le kilomètre vaut 1 000 mètres, le kilovolt 1 000 volts, etc. Le mot « kilohm » est un exemple d'élision du préfixe comme « mégohm » et « hectare ».
Le symbole k, qui représente le préfixe kilo, s'écrit en minuscule pour éviter de le confondre avec le K majuscule représentant le kelvin, unité de base SI pour la température.
Le K (majuscule) est parfois utilisé soit pour le préfixe kilo, soit à la place du symbole Ki (voir ci-dessous le cas de l'informatique), ce qui contribue à entretenir la confusion. Ces deux utilisations sont donc à éviter.
Le symbole k n'a de sens que lorsqu'il est accolé à un symbole d'unité. Exemples :
- km : symbole du kilomètre ;
- kg : symbole du kilogramme ;
- kK : symbole du kilokelvin.

et par extension :
- k€ : abréviation de 1 000 euros ;
- kF : abréviation de kilofrancs pour un millier de francs français.

Dans la langue courante, « kilo » est utilisé comme synonyme de kilogramme. 

### Cas de l'informatique
Afin de permettre aux informaticiens de manipuler facilement des préfixes basés sur des puissances de 210 = 1 024 et pour éviter de les confondre avec les préfixes SI qui eux, indiquent des puissances de 1 000, la Commission électrotechnique internationale a préconisé dans une norme de 1998 le préfixe binaire kibi (symbole Ki) et demande qu'on utilise le kibioctet (symbole Kio) ou le kibibyte (KiB) pour représenter 1 024 octets (ou bytes). 
Le symbole Ko (avec un K majuscule) ne doit pas être utilisé, le K majuscule étant le symbole du kelvin mesure de la température sans aucun rapport avec l'informatique.